# 菅谷館

畠山重忠公像

菅谷館（すがややかた）は、埼玉県比企郡嵐山町（武蔵国比企郡）にあった日本の城。菅谷城（すがやじょう）とも呼ばれる。昭和48年（1973年）、国の史跡に指定された。館跡には埼玉県立嵐山史跡の博物館が設けられている。
2017年（平成29年）4月6日、「続日本100名城」（120番）に選定された。

## 沿革
鎌倉幕府の有力御家人として知られる畠山重忠の館跡である。畠山氏は、重忠の父畠山重能の代から大里郡畠山荘の荘司であり、重忠も当初は同荘内に館を置いていたが、やがて鎌倉街道の要衝にあたる菅谷の地に移って館を構えたのが始まりである。
元久2年（1205年）、畠山重忠が武蔵国二俣川（現・神奈川県横浜市旭区）で戦死したのちは畠山の名跡を継いだ足利義純の子孫に伝えられたというが、15世紀後半に至るまでの詳細は不明である。
長享2年（1488年）、菅谷館そばの菅谷原において山内上杉家と扇谷上杉家が激戦を繰り広げ（須賀谷原合戦）、その前後に山内上杉顕定の命を受けた太田資康が扇谷上杉方の拠点である河越城に対するおさえとして、菅谷の旧城を再興した。やがて、「長享の乱」と呼ばれた一連の戦乱は山内上杉方の勝利に終わり、敗れた扇谷上杉朝良が一時菅谷城に幽閉された。以後、16世紀前半まで山内上杉家の拠点として使われる。
その後は、天文15年（1546年）の河越夜戦以降にこの地域に進出した後北条氏によって戦国末期まで使われ、小泉掃部助が城代となって守備している。
中世城郭研究会の中田正光によれば、当時の最前線だった松山城を強化する必要から付近の青鳥城や杉山城と共にこの菅谷の旧城も更に築城拡大されたと述べており、全周を覆う堀には多くの折りが使用され、虎口には全て横矢が掛かる仕様、威圧感も兼ねた櫓、馬出しの併用、相互援助が想定された曲輪間の作り、外郭を予想される広大な縄張り等の特徴を指摘し、このような実戦的な城郭は後北条氏の典型的な特徴であり、それ以外は考えられないと指摘している。なお、過去の発掘調査の結果では後北条氏時代の遺物が出土していないため、杉山城と同様に後北条氏進出以前に廃城になったという説もあるが、発掘調査面積自体が小規模だったため、今後の調査次第では畠山時代や後北条時代の遺物が出土する可能性も考えられる。

## 立地・構造
館跡は都幾川と槻川の合流点北側の低台地にある平城で、館（城）の付近を鎌倉街道上道が通っていた。館跡中央のやや南寄りに平面長方形の本郭があり、その北側に二の郭、三の郭などを配置しており、それぞれの郭を土塁と堀で防備している。土塁の遺存状況は良好であり、郭の配置や土塁の構築法には近世的な平城の特徴をうかがうことができるが、本郭は単郭式の城館の面影をよくとどめており、鎌倉時代における菅谷館の中心部分と考えられる。中世館跡の遺構例としては稀少な遺跡であり、保存度もきわめて良好である。

## 史跡指定
1973年（昭和48年）5月26日、「菅谷館跡」（すがややかたあと）として国の史跡に指定された。ただし、当時指定管理方針が確定していなかったため東側の堀跡の一部が未指定に終わった。
1976年（昭和51年）12月、1973年の指定において未指定とされていた東側堀跡の一部を埼玉県が史跡用地として管理することが決まったので、当該部分の追加指定がなされた。
2008年（平成20年）3月28日、既指定の国の史跡・菅谷館跡に加えて松山城跡、杉山城跡、小倉城跡が追加指定され、指定名称が「比企城館跡群」に変更された。

## 所在地・アクセス

### 所在地
〒355-0221
埼玉県比企郡嵐山町大字菅谷

### アクセス
- 東武東上本線武蔵嵐山駅西口から徒歩約13分
- 関越自動車道東松山ICから車で約10分
- 関越自動車道嵐山小川ICから車で約10分